# 円卓の騎士

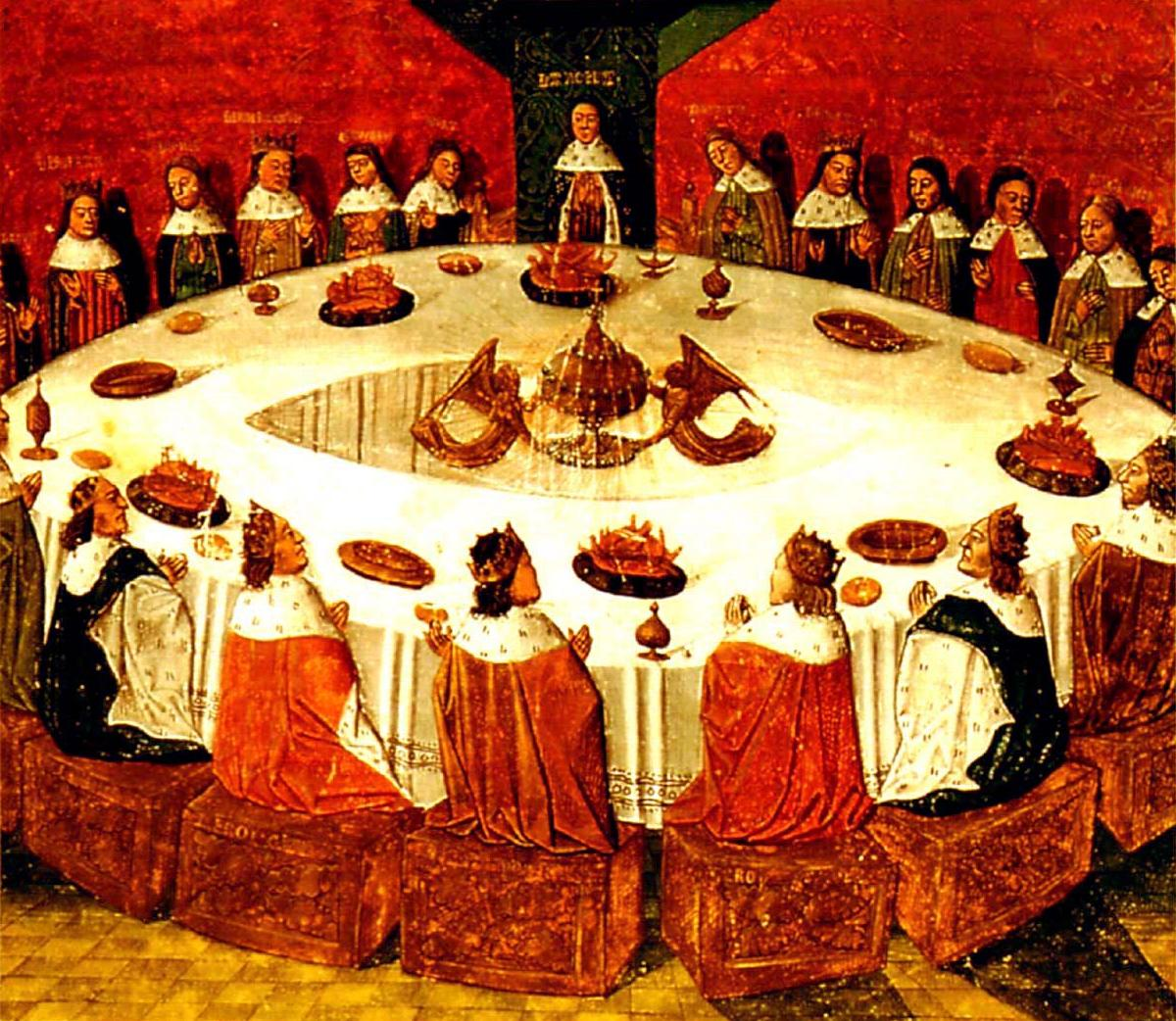
アーサー王と円卓の騎士を描いた中世の西洋画

円卓の騎士（えんたくのきし、ウェールズ語:  Marchogion y Ford Gron、英語: Knights of the Round Table）とは、アーサー王物語においてアーサー王を含む円卓に座ることを許された騎士たちである。円卓の騎士に関するもっとも古い記述はウァースの著作にみられる。
その名はキャメロットの城にある円卓を囲んだことに由来する。上座下座のない円卓が用いられたのは、卓を囲む者すべてが対等であるとの考えからである。座ったものは、アーサー王の親族や和平した敵国の王、外国の王・騎士などである。座席数は12から1,600まで作品によって異なり、かならず空席の「危険な座」が一つある。

## 伝説
新たな円卓の騎士は空席ができたときにのみ迎えられる。その者は以前の騎士より勇気と武勲を示さなければならず、それができなければ魔術師マーリンが円卓にかけた魔法により弾かれてしまう。
聖杯伝説の一形態では、円卓にはイエス・キリストと12人の使徒を模して13の席があったとされる。「キリスト」に対応するアーサー自身が一つの席に座り、残りの席に一人ずつ騎士たちが座っていたが、13番目の席のみは例外的に誰も座っていなかった。なぜなら、この13番目の席はキリストを裏切ったイスカリオテのユダの席であるため、魔術師マーリンが席に呪いをかけており、座る者は呪いに冒されるからである。そのためこの席は「危険な座（Siege Perilous）」と呼ばれ、新王が足を乗せると叫び声を上げるという、アイルランドのファルの石からできているとされる。しかし、円卓の騎士の一人であるランスロットの息子ガラハッドが呪いを恐れずにこの席に座り、呪いに打ち勝って12番目の騎士になった。彼が聖杯を手にして天に召されたのちは再び空席となった。

## 円卓の騎士の一覧
狭義には、円卓に座ることを許された騎士を円卓の騎士と呼ぶ。12人とされることがあるが、人数は文献によって相違があり、構成員をすべて挙げない文献も多い。また広義には、アーサー王配下の他の騎士たちも円卓の騎士と呼ぶ。例えばトマス・マロリーの『アーサー王の死』には「300人の円卓の騎士」といった表現がある。以下に円卓の騎士として著名な人物を挙げる。
- アーサー王
- ランスロット卿
- ガウェイン卿 - オークニーのロット王とアーサー王の異父姉モルゴース王妃の息子。
- パーシヴァル卿 - 聖杯の騎士の一人。
- ガラハッド卿 - 聖杯の騎士の一人。ランスロット卿の息子。
- ケイ卿 - アーサー王の義兄。
- ベディヴィア卿
- トリスタン卿
- ガレス卿 - オークニーのロット王とアーサー王の異父姉モルゴース王妃の息子。
- ボールス卿 - 聖杯の騎士の一人。
- ラモラック卿 - ペリノア王の息子。
- ユーウェイン卿 - モーガン・ル・フェイの息子。ガウェイン卿達四人兄弟の従兄弟。
- パロミデス卿
- アグラヴェイン卿 - オークニーのロット王とアーサー王の異父姉モルゴース王妃の息子。ガウェイン卿、ガレス卿の兄弟。
- ペリノア王 - パーシヴァル卿の父。
- モルドレッド卿 - アーサー王とモルゴース王妃の息子。

## その他の騎士
一部の文献によれば以下の人物も円卓の騎士に含まれる。
- アグロヴァル卿 - ペリノア王の息子。
- アレミラ卿
- アレスタント卿
- エクター卿 - ケイ卿の父、アーサー王の養父。
- エクター・ド・マリス卿 - ベンウィックのバン王の息子、ランスロット卿の弟。
- エリアン卿 - ボールス卿の息子。
- エレック卿
- カドー卿
- ガヘリス卿 - ロット王とモルゴース王妃の息子。ガウェイン卿、アグラヴェイン卿、ガレス卿の兄弟。
- カラドック卿 - 通称、剛腕のカラドック。
- ガラホート卿 - ランスロット卿の友人。
- ガングラン卿 - ガウェイン卿の息子。
- クリジェス卿
- グリフレット卿
- ゲライント卿
- コンスタンティン3世 - カドー卿の息子。アーサー王の後を継ぎブリテン王となる。
- サグラモール卿
- サフィール卿 - パロミデス卿の兄弟。
- セグワリデス卿 - パロミデス卿の兄弟。
- ダゴネット（英語版）卿
- ディナダン卿
- トー卿 - ペリノア王の息子。
- ブルーノ卿
- フローレンス卿 - ガウェイン卿の息子。
- ペレアス卿 - 湖の乙女の夫。
- ホエル卿
- マーハウス卿
- ライオネル卿
- ルーカン卿
- ロヴェル卿 - ガウェイン卿の息子。

## 参照
- フランス民謡「円卓の騎士たちよ」